# Holger Tremel
Holger Tremel (* 1927) ist ein deutscher ehemaliger Fußballspieler, der in den 1950er-Jahren für die Betriebssportgemeinschaft (BSG) Motor Zwickau in der DDR-Oberliga, der höchsten Liga im DDR-Fußball, spielte.

## Sportliche Laufbahn
Obwohl in den Saisonvorschauen für 1950/51 nicht erwähnt, wurde der 23-jährige Holger Tremel vom neunten Oberligaspieltag an in der 1. Mannschaft der BSG Motor Zwickau aufgeboten. Er entpuppte sich als erfolgreicher Stürmer, kam in der 34 Spieltage zählenden Saison in 18 Oberligaspielen als Mittelstürmer zum Einsatz und wurde mit dreizehn Treffern Torschützenkönig der Zwickauer. Auch 1951/52 gehörte er als unangefochtener Mittelstürmer zum Spielerstamm und war mit seinen 19 Treffern erneut erfolgreichster Schütze der BSG Motor. Danach trat ein Bruch in Tremels Karriere ein. Nachdem er bereits in der Hinrunde 1952/53 in Abständen bei drei Oberligaspielen passen musste, fehlte er am Saisonende bei acht Partien, sodass er von den 32 Oberligaspielen nur noch 21 Partien bestreiten konnte. Auch seine Torquote mit nur sechs Treffern fiel geringer als gewohnt aus. In der Spielzeit 1953/54 fiel Tremel völlig aus der Stammelf heraus. In unregelmäßigen Abständen kam er in den 28 ausgetragenen Spieltagen nur zehnmal zum Einsatz, wobei er nur sechs Begegnungen über die volle Spieldauer bestritt. Zweimal kam er noch zu einem Torerfolg. 
Aufgrund dieser negativen Entwicklung trennten sich Motor Zwickau und Holger Tremel am Ende der Saison, und Tremel schloss sich dem zweitklassigen DDR-Ligisten Stahl Stalinstadt an. Nachdem Holger Tremel in der Hinrunde der Saison 1954/55 nur am 9. Spieltag eingesetzt worden war, bestritt er in der Rückrunde alle dreizehn Ligaspiele. Er wurde stets als Mittelstürmer aufgeboten und konnte mit seinen sechs Treffern wieder seine Torgefährlichkeit beweisen. Die Stahlwerker schafften den Klassenerhalt nicht und mussten in der Übergangsrunde 1955 und in der Saison 1956 (Kalenderjahr-Spielzeit) in der drittklassigen II. DDR-Liga verbringen. Bereits dort hatte sich Tremel endgültig als Stammspieler etabliert. Als die BSG Stahl 1956 den Wiederaufstieg schaffte, war Tremel in allen 26 Punktspielen aufgeboten worden und hatte, in der Regel als Linksaußenstürmer einsetzt, mit vier Toren zum Erfolg beigetragen. In den beiden folgenden Spielzeiten 1957 (zwei Tore) und 1958 (ein Tor) war er wieder durch Ausfälle beeinträchtigt und konnte nur neun bzw. acht Ligaspiele bestreiten. 1958 kam er auch nur zu vier Vollzeiteinsätzen. 
Nach der Saison 1958 musste Stahl Stalinstadt wieder aus der DDR-Liga absteigen, und für den 34-jährigen Holger Tremel war damit seine Laufbahn im höherklassigen Fußball beendet. Innerhalb von neun Spielzeiten hatte er 84 Oberligaspiele mit 41 Toren und 33 DDR-Liga-Spiele mit neun Toren absolviert. 